# Дунхад мак Конайнг
Дунхад I (Дунхад мак Конайнг; Гельська мова. Dúnchad mac Conaing; загинув у 654) — король гельського королівства Дав Ріад, правив з 645 по 654 рік.

## Біографія
Батьком Дунхада I міг бути Конан, син Айдана, і, таким чином, його співправитель Коналл II був його двоюрідним братом. Інші хроніки називають батьком Дунхада якогось Дубана. У 654 році Дунхад I загинув у битві з піктами. Після його загибелі єдиновладним правителем Дав Ріад став король Коналл II.